# Bernardin Hajak
Bernardin Hajak, hrvaški frančiškan in teolog, * 28. september 1694, Čakovec, † 11. december 1735, Pécs. 
Leta 1709 je v Križevcih pristopil k frančiškanom. Med leti 1714 do 1716 je obiskoval filozofsko učiteljišče ter 1716 do 1719 visoko bogoslovno šolo v Zagrebu. Študij teologije je med leti 1719 do 1724 nadaljeval v Ingolstadtu, kjer je pridobil naslov profesorja filozofije. Služboval je na filozofskem učitljišču v Remetincu (1723 do 1725) in Varaždinu (1725 do 1727). Nato je bil imenovan za profesorja teologije v Pécsi (1727 do 1730), Varaždinu (1730 do 1732) in Zagrebu (1732 do 1734). Na teološki šoli v Pécsi je leta 1734 prevzel stolico profesorja kanonskega prava in dolžnost dekana.